# 咪咪·羅傑斯
米丽娅姆·罗杰斯（英語：Miriam Rogers，原姓斯派克（英語：Spickler），1956年1月27日—）是一位美国女演员和制片人。电影角色包括1986年的Gung Ho、有人照看我以及绝望时刻。宗教剧《狂欢》中的角色获得了赞誉。电影评论家罗宾·伍德宣称她给出了好莱坞电影史上最伟大的表演之一。

## 早期生活
罗杰斯出生在美国佛罗里达州科勒尔盖布尔斯一家的综合医院，名叫米莉亚-斯皮克勒。是菲利普·C·斯派克和凯西·泰特的女儿，斯派克是一名土木工程师，泰特是一个曾经的舞蹈和戏剧专业的教师。罗杰斯的父亲是犹太人，母亲是美国圣公会的成员。父亲在她出生前就参与了新兴宗教团体山达基，该组织亦成为了她成长的一部分。